# 1992 w filmie
Wydarzenia filmowe w 1992 roku.

## Urodzili się
- 14 lutego – Freddie Highmore, brytyjski aktor
- 15 maja – Bartosz Bielenia, polski aktor
- 30 września – Ezra Miller, amerykański aktor
- 16 października – Ncuti Gatwa, szkocki aktor filmowy i telewizyjny pochodzenia rwandyjskiego

## Zmarli
- 3 stycznia – Judith Anderson, amerykańska aktorka pochodzenia australijskiego (ur. 1897)
- 26 stycznia – José Ferrer, amerykański aktor (ur. 1912)
- 22 lutego – Tadeusz Łomnicki, polski aktor (ur. 1927)
- 20 kwietnia – Benny Hill,  angielski aktor i komik (ur. 1924)
- 5 maja – Jean-Claude Pascal, francuski aktor, piosenkarz i pisarz (ur. 1927)
- 6 maja – Marlene Dietrich, aktorka (ur. 1901)
- 7 sierpnia – Mariusz Dmochowski, polski aktor (ur. 1930)
- 18 sierpnia – John Sturges, amerykański reżyser (ur. 1910)
- 20 sierpnia – Jerzy Januszewicz, polski aktor (ur. 1934)
- 12 września – Anthony Perkins, amerykański aktor, reżyser filmowy i teatralny (ur. 1932)
- 6 października – Denholm Elliott, brytyjski aktor (ur. 1922)
- 2 listopada – Hal Roach, amerykański producent filmowy i reżyser (ur. 1892)
- 4 listopada – Ludwik Benoit, polski aktor (ur. 1920)
- 8 listopada – Hanna Skarżanka, polska aktorka (ur. 1917)
- 3 grudnia – Luis Alcoriza, meksykański reżyser, scenarzysta i aktor pochodzenia hiszpańskiego (ur. 1918)
- 18 grudnia – Józef Nalberczak, polski aktor (ur. 1926)
- 23 grudnia – Jadwiga Chojnacka, polska aktorka (ur. 1905)

## Premiery

### polskie
| Data           | Tytuł filmu           | Kraj   | Reżyseria                                 | Obsada                                                                                 |
| -------------- | --------------------- | ------ | ----------------------------------------- | -------------------------------------------------------------------------------------- |
| 14 lutego      | Koniec gry            | Polska | Feliks Falk                               | Anna Romantowska, January Brunov, Jerzy Zass, Piotr Cieślak                            |
| 19 lutego      | Odjazd                | Polska | Magdalena Łazarkiewicz Piotr Łazarkiewicz | Teresa Budzisz-Krzyżanowska, Halina Winiarska, Grażyna Jędras, Małgorzata Lipmann      |
| 21 lutego      | Ferdydurke            | /      | Jerzy Skolimowski                         | Iain Glen, Robert Stephens, Crispin Glover, Judith Godrèche, Fabienne Babe             |
| 10 marca       | Papierowe małżeństwo  | /      | Krzysztof Lang                            | Gary Kemp, Joanna Trzepiecińska, Rita Tushingham, Richard Hawley, David Horovitch      |
| 15 marca       | Kanalia               | Polska | Tomasz Wiszniewski                        | Adam Ferency, Piotr Siwkiewicz, Joanna Trzepiecińska, Bogusław Linda, Michał Tarkowski |
| 14 września    | Czarne Słońca         | Polska | Jerzy Zalewski                            | Tomasz Dedek, Jan Frycz, Ewa Dałkowska, Sławomir Orzechowski, Cezary Pazura            |
| 30 września    | Dotknięcie ręki       | /      | Krzysztof Zanussi                         | Max von Sydow, Lothaire Bluteau, Sarah Miles, Sofie Grabol, Aleksander Bardini         |
| 4 października | Jeszcze tylko ten las | Polska | Jan Łomnicki                              | Ryszarda Hanin, Joanna Friedman, Marta Klubowicz-Różycka, Marzena Trybała              |
| 20 listopada   | Psy                   | Polska | Władysław Pasikowski                      | Bogusław Linda, Marek Kondrat, Cezary Pazura, Janusz Gajos, Agnieszka Jaskółka         |

### zagraniczne
| Data           | Tytuł filmu                                   | Kraj              | Reżyseria                                 | Obsada                                                                                 |
| -------------- | --------------------------------------------- | ----------------- | ----------------------------------------- | -------------------------------------------------------------------------------------- |
| 14 lutego      | Koniec gry                                    | Polska            | Feliks Falk                               | Anna Romantowska, January Brunov, Jerzy Zass, Piotr Cieślak                            |
| 19 lutego      | Odjazd                                        | Polska            | Magdalena Łazarkiewicz Piotr Łazarkiewicz | Teresa Budzisz-Krzyżanowska, Halina Winiarska, Grażyna Jędras, Małgorzata Lipmann      |
| 21 lutego      | Ferdydurke                                    | /                 | Jerzy Skolimowski                         | Iain Glen, Robert Stephens, Crispin Glover, Judith Godrèche, Fabienne Babe             |
| 6 marca        | Kosiarz umysłów                               | /                 | Brett Leonard                             | Jeff Fahey, Pierce Brosnan, Jenny Wright, Mark Bringleson, Geoffrey Lewis              |
| 15 marca       | Kanalia                                       | Polska            | Tomasz Wiszniewski                        | Adam Ferency, Piotr Siwkiewicz, Joanna Trzepiecińska, Bogusław Linda, Michał Tarkowski |
| 15 kwietnia    | Miasto radości                                | /                 | Roland Joffé                              | Patrick Swayze, Pauline Collins, Om Puri, Shabana Azmi, Art Malik                      |
| 31 lipca       | Ze śmiercią jej do twarzy (Death Becomes Her) | Stany Zjednoczone | Robert Zemeckis                           | Meryl Streep, Bruce Willis, Goldie Hawn, Isabella Rossellini, Ian Ogilvy               |
| 26 sierpnia    | Ostatni Mohikanin (The Last of the Mohicans   | Stany Zjednoczone | Michael Mann                              | Daniel Day-Lewis, Madeleine Stowe, Wes Studi, Steven Waddington                        |
| 14 września    | Czarne słońca                                 | Polska            | Jerzy Zalewski                            | Tomasz Dedek, Jan Frycz, Ewa Dałkowska, Sławomir Orzechowski, Cezary Pazura            |
| 30 września    | Dotknięcie ręki                               | /                 | Krzysztof Zanussi                         | Max von Sydow, Lothaire Bluteau, Sarah Miles, Sofie Grabol, Aleksander Bardini         |
| 4 października | Jeszcze tylko ten las                         | Polska            | Jan Łomnicki                              | Ryszarda Hanin, Joanna Friedman, Marta Klubowicz-Różycka, Marzena Trybała              |
| 20 listopada   | Psy                                           | Polska            | Władysław Pasikowski                      | Bogusław Linda, Marek Kondrat, Cezary Pazura, Janusz Gajos, Agnieszka Jaskółka         |
| 14 lutego      | Koniec gry                                    | Polska            | Feliks Falk                               | Anna Romantowska, January Brunov, Jerzy Zass, Piotr Cieślak                            |
| 19 lutego      | Odjazd                                        | Polska            | Magdalena Łazarkiewicz Piotr Łazarkiewicz | Teresa Budzisz-Krzyżanowska, Halina Winiarska, Grażyna Jędras, Małgorzata Lipmann      |
| 21 lutego      | Ferdydurke                                    | /                 | Jerzy Skolimowski                         | Iain Glen, Robert Stephens, Crispin Glover, Judith Godrèche, Fabienne Babe             |
| 10 marca       | Papierowe małżeństwo                          | /                 | Krzysztof Lang                            | Gary Kemp, Joanna Trzepiecińska, Rita Tushingham, Richard Hawley, David Horovitch      |
| 15 marca       | Kanalia                                       | Polska            | Tomasz Wiszniewski                        | Adam Ferency, Piotr Siwkiewicz, Joanna Trzepiecińska, Bogusław Linda, Michał Tarkowski |
| 14 września    | Czarne słońca                                 | Polska            | Jerzy Zalewski                            | Tomasz Dedek, Jan Frycz, Ewa Dałkowska, Sławomir Orzechowski, Cezary Pazura            |
| 30 września    | Dotknięcie ręki                               | /                 | Krzysztof Zanussi                         | Max von Sydow, Lothaire Bluteau, Sarah Miles, Sofie Grabol, Aleksander Bardini         |
| 4 października | Jeszcze tylko ten las                         | Polska            | Jan Łomnicki                              | Ryszarda Hanin, Joanna Friedman, Marta Klubowicz-Różycka, Marzena Trybała              |
| 20 listopada   | Psy                                           | Polska            | Władysław Pasikowski                      | Bogusław Linda, Marek Kondrat, Cezary Pazura, Janusz Gajos, Agnieszka Jaskółka         |
| 14 lutego      | Koniec gry                                    | Polska            | Feliks Falk                               | Anna Romantowska, January Brunov, Jerzy Zass, Piotr Cieślak                            |
| 19 lutego      | Odjazd                                        | Polska            | Magdalena Łazarkiewicz Piotr Łazarkiewicz | Teresa Budzisz-Krzyżanowska, Halina Winiarska, Grażyna Jędras, Małgorzata Lipmann      |
| 21 lutego      | Ferdydurke                                    | /                 | Jerzy Skolimowski                         | Iain Glen, Robert Stephens, Crispin Glover, Judith Godrèche, Fabienne Babe             |
| 10 marca       | Papierowe małżeństwo                          | /                 | Krzysztof Lang                            | Gary Kemp, Joanna Trzepiecińska, Rita Tushingham, Richard Hawley, David Horovitch      |
| 15 marca       | Kanalia                                       | Polska            | Tomasz Wiszniewski                        | Adam Ferency, Piotr Siwkiewicz, Joanna Trzepiecińska, Bogusław Linda, Michał Tarkowski |
| 14 września    | Czarne słońca                                 | Polska            | Jerzy Zalewski                            | Tomasz Dedek, Jan Frycz, Ewa Dałkowska, Sławomir Orzechowski, Cezary Pazura            |
| 30 września    | Dotknięcie ręki                               | /                 | Krzysztof Zanussi                         | Max von Sydow, Lothaire Bluteau, Sarah Miles, Sofie Grabol, Aleksander Bardini         |
| 4 października | Jeszcze tylko ten las                         | Polska            | Jan Łomnicki                              | Ryszarda Hanin, Joanna Friedman, Marta Klubowicz-Różycka, Marzena Trybała              |
| 9 października | Video Blues                                   | Węgry             | Árpád Sopsits                             | Attila Epres, Judit Danyi, Myriam Mézières, Eszter Szakács                             |
| 25 listopada   | Bodyguard                                     | Stany Zjednoczone | Mick Jackson                              | Kevin Costner, Whitney Houston, Gary Kemp, Bill Cobbs, Stephen Shellen, Ralph Waite    |

- - Bodyguard – reż. Mick Jackson
  - Drakula (Bram Stoker's Dracula) – reż. Francis Ford Coppola
  - Gorzkie gody (Bitter Moon) – reż. Roman Polański
  - Kapitan Ron (Captain Ron) – reż. Thom E. Eberhardt
  - Kochanek – reż. Jean-Jacques Annaud
  - Malcolm X – reż. Spike Lee
  - Martwica mózgu – reż. Peter Jackson
  - Mój kuzyn Vinny – reż. Jonathan Lynn
  - Nagi instynkt (Basic Instinct) – reż. Paul Verhoeven
  - Olivier, Olivier – reż. Agnieszka Holland
  - Orlando – reż. Sally Potter
  - Powrót Batmana  – reż. Tim Burton
  - Powrót do Howards End – reż. James Ivory
  - Wściekłe psy – reż. Quentin Tarantino
  - Zabójcza broń 3
  - Zapach kobiety – reż. Martin Brest
  - Ze śmiercią jej do twarzy
  - Kosiarz umysłów – reż. Brett Leonard
  - Klamek ji bo Beko

## Nagrody filmowe
- Oskary
  - Najlepszy film - Bez przebaczenia (Unforgiven) – reż. Clint Eastwood
  - Najlepsza aktorka – Emma Thompson Powrót do Howards End
  - Najlepszy aktor – Al Pacino Zapach kobiety
  - Wszystkie kategorie: 65. ceremonia wręczenia Oscarów

- Festiwal w Cannes
  - Złota Palma: Bille August – Dobre chęci (Den Goda viljan)

- Festiwal w Berlinie
  - Złoty Niedźwiedź: Lawrence Kasdan – Wielki Kanion

- Festiwal w Wenecji
  - Złoty Lew: Zhang Yimou – Historia Qiu Ju

- XVII Festiwal Polskich Filmów Fabularnych
  - Złote Lwy Gdańskie: Wszystko co najważniejsze... – reż. Robert Gliński